# كريستوف غريغوار
كريستوف غريغوار هو لاعب كرة قدم بلجيكي، ولد في 20 أبريل 1980 في لياج في بلجيكا. شارك مع منتخب بلجيكا تحت 21 سنة لكرة القدم ومنتخب بلجيكا لكرة القدم. أما مع النوادي، فقد لعب مع فيلم تو تيلبورغ ونادي رويال أندرلخت ونادي رويال شارلروا ونادي غينت ونادي لييج ونادي موسكرون.

## وصلات خارجية
- كريستوف غريغوار على موقع الاتحاد البلجيكي (الإنجليزية)
- كريستوف غريغوار على موقع قاعدة بيانات كرة القدم.إي يو (الإنجليزية)
- كريستوف غريغوار على موقع ناشيونال فوتبول تيمز (الإنجليزية)
- كريستوف غريغوار على موقع Soccerway.com (الإنجليزية)
- كريستوف غريغوار على موقع عالم كرة القدم.نت (الإنجليزية)